# Campeonato Mundial de Esqui Estilo Livre de 2017 - Ski cross feminino
A prova do ski cross feminino do Campeonato Mundial de Esqui Estilo Livre de 2017 foi disputada eno dia 18 de março em Serra Nevada,na Espanha.  Participaram 21 esquiadoras de 13 nacionalidades.

## Medalhistas
| Ouro                 | Prata             | Bronze              |
| Sandra Näslund (SWE) | Fanny Smith (SUI) | Ophélie David (FRA) |

## Resultados

### Qualificação
21 esquiadores participaram do processo qualificatório. As 16 melhores avançaram para as quartas de final.
| Pos. | Bib | Esquiadora               | Nacionalidade  | Tempo   | Notas |
| ---- | --- | ------------------------ | -------------- | ------- | ----- |
| 1    | 12  | Marte Høie Gjefsen       | Noruega        | 1:08.16 | Q     |
| 2    | 9   | Sandra Näslund           | Suécia         | 1:08.36 | Q     |
| 3    | 16  | Marielle Thompson        | Canadá         | 1:08.55 | Q     |
| 4    | 15  | Marielle Berger Sabbatel | França         | 1:09.55 | Q     |
| 5    | 11  | Fanny Smith              | Suíça          | 1:09.71 | Q     |
| 6    | 3   | Heidi Zacher             | Alemanha       | 1:09.88 | Q     |
| 7    | 13  | Anastasiia Chirtcova     | Rússia         | 1:10.37 | Q     |
| 8    | 2   | Georgia Simmerling       | Canadá         | 1:10.48 | Q     |
| 9    | 10  | Ophélie David            | França         | 1:10.76 | Q     |
| 10   | 5   | Katrin Ofner             | Áustria        | 1:10.86 | Q     |
| 11   | 17  | India Sherret            | Canadá         | 1:11.01 | Q     |
| 12   | 7   | Sami Kennedy-Sim         | Austrália      | 1:11.54 | Q     |
| 13   | 14  | Christina Staudinger     | Áustria        | 1:11.65 | Q     |
| 14   | 4   | Nikol Kučerová           | Chéquia        | 1:11.94 | Q     |
| 15   | 8   | Reina Umehara            | Japão          | 1:11.97 | Q     |
| 16   | 18  | Victoria Zavadovskaya    | Rússia         | 1:13.09 | Q     |
| 17   | 1   | Tania Prymak             | Estados Unidos | 1:13.72 |       |
| 18   | 21  | Mayya Averyanova         | Rússia         | 1:14.32 |       |
| 19   | 19  | Pamela Thorburn          | Grã-Bretanha   | 1:58.26 |       |
|      | 6   | Brittany Phelan          | Canadá         | DNS     |       |
|      | 20  | Ekaterina Maltseva       | Rússia         | DNS     |       |

### Eliminatória
A seguir os resultados da fase eliminatória. 

#### Quartas de final
| Pos. | Bib | Esquiadora            | Nacionalidade | Notas |
| ---- | --- | --------------------- | ------------- | ----- |
| 1    | 8   | Georgia Simmerling    | Canadá        | Q     |
| 2    | 9   | Ophélie David         | França        | Q     |
| 3    | 1   | Marte Høie Gjefsen    | Noruega       |       |
| 4    | 16  | Victoria Zavadovskaya | Rússia        |       |

| Pos. | Bib | Esquiadora        | Nacionalidade | Notas |
| ---- | --- | ----------------- | ------------- | ----- |
| 1    | 6   | Heidi Zacher      | Alemanha      | Q     |
| 2    | 3   | Marielle Thompson | Canadá        | Q     |
| 3    | 11  | India Sherret     | Canadá        |       |
| 4    | 14  | Nikol Kučerová    | Chéquia       |       |

| Pos. | Bib | Esquiadora               | Nacionalidade | Notas |
| ---- | --- | ------------------------ | ------------- | ----- |
| 1    | 4   | Marielle Berger Sabbatel | França        | Q     |
| 2    | 5   | Fanny Smith              | Suíça         | Q     |
| 3    | 12  | Sami Kennedy-Sim         | Austrália     |       |
| 4    | 13  | Christina Staudinger     | Áustria       |       |

| Pos. | Bib | Esquiadora           | Nacionalidade | Notas |
| ---- | --- | -------------------- | ------------- | ----- |
| 1    | 2   | Sandra Näslund       | Suécia        | Q     |
| 2    | 15  | Reina Umehara        | Japão         | Q     |
| 3    | 7   | Anastasiia Chirtcova | Rússia        |       |
| 4    | 10  | Katrin Ofner         | Áustria       |       |

#### Semifinal
| Pos. | Bib | Esquiadora               | Nacionalidade | Notas |
| ---- | --- | ------------------------ | ------------- | ----- |
| 1    | 5   | Fanny Smith              | Suíça         | Q     |
| 2    | 9   | Ophélie David            | França        | Q     |
| 3    | 8   | Georgia Simmerling       | Canadá        |       |
| 4    | 4   | Marielle Berger Sabbatel | França        |       |

| Bateria 2 \| Pos. \| Bib \| Esquiadora \| Nacionalidade \| Notas \| \| ---- \| --- \| ----------------- \| ------------- \| ----- \| \| 1 \| 2 \| Sandra Näslund \| Suécia \| Q \| \| 2 \| 6 \| Heidi Zacher \| Alemanha \| Q \| \| 3 \| 3 \| Marielle Thompson \| Canadá \| \| \| 4 \| 15 \| Reina Umehara \| Japão \| \| |     |                   |               |       |
| Pos. | Bib | Esquiadora        | Nacionalidade | Notas |
| 1 | 2   | Sandra Näslund    | Suécia        | Q     |
| 2 | 6   | Heidi Zacher      | Alemanha      | Q     |
| 3 | 3   | Marielle Thompson | Canadá        |       |
| 4 | 15  | Reina Umehara     | Japão         |       |

| Pos. | Bib | Esquiadora        | Nacionalidade | Notas |
| ---- | --- | ----------------- | ------------- | ----- |
| 1    | 2   | Sandra Näslund    | Suécia        | Q     |
| 2    | 6   | Heidi Zacher      | Alemanha      | Q     |
| 3    | 3   | Marielle Thompson | Canadá        |       |
| 4    | 15  | Reina Umehara     | Japão         |       |

| Pos. | Bib | Esquiadora               | Nacionalidade | Notas |
| ---- | --- | ------------------------ | ------------- | ----- |
| 5    | 3   | Marielle Thompson        | Canadá        |       |
| 6    | 4   | Marielle Berger Sabbatel | França        |       |
| 7    | 8   | Georgia Simmerling       | Canadá        |       |
| 8    | 15  | Reina Umehara            | Japão         |       |

| Grande final \| Pos. \| Bib \| Esquiadora \| Nacionalidade \| Notas \| \| ----------------- \| --- \| -------------- \| ------------- \| ----- \| \| Medalha de ouro \| 2 \| Sandra Näslund \| Suécia \| \| \| Medalha de prata \| 5 \| Fanny Smith \| Suíça \| \| \| Medalha de bronze \| 9 \| Ophélie David \| França \| \| \| 4 \| 6 \| Heidi Zacher \| Alemanha \| \| |     |                |               |       |
| Pos. | Bib | Esquiadora     | Nacionalidade | Notas |
| Medalha de ouro | 2   | Sandra Näslund | Suécia        |       |
| Medalha de prata | 5   | Fanny Smith    | Suíça         |       |
| Medalha de bronze | 9   | Ophélie David  | França        |       |
| 4 | 6   | Heidi Zacher   | Alemanha      |       |

| Pos.              | Bib | Esquiadora     | Nacionalidade | Notas |
| ----------------- | --- | -------------- | ------------- | ----- |
| Medalha de ouro   | 2   | Sandra Näslund | Suécia        |       |
| Medalha de prata  | 5   | Fanny Smith    | Suíça         |       |
| Medalha de bronze | 9   | Ophélie David  | França        |       |
| 4                 | 6   | Heidi Zacher   | Alemanha      |       |

| Recorde mundial       | Recorde mundial (World record)               |                       | Recorde africano                      | Recorde africano (African) |                                           | Q | Classificado por posição (Qualified) |
| Recorde do campeonato | Recorde do campeonato (Championship record)  | Recorde da América    | Recorde da América (Americas)         | q                          | Classificado por melhor tempo (Qualified) |   |                                      |
| Melhor marca do ano   | Melhor marca do ano (World leading)          | Recorde asiático      | Recorde asiático (Asian)              | DNS                        | Não largou (Did not start)                |   |                                      |
| Recorde nacional      | Recorde nacional (National record)           | Recorde europeu       | Recorde europeu (European)            | DNF                        | Não terminou (Did not finish)             |   |                                      |
| Recorde pessoal       | Recorde pessoal do atleta (Personal best)    | Recorde da Oceania    | Recorde da Oceania (Oceania)          | DSQ / DQ                   | Desclassificado (Disqualified)            |   |                                      |
| Recorde da temporada  | Recorde da temporada do atleta (Season best) | Recorde sul-americano | Recorde sul-americano (South America) | NM                         | Sem marca (No mark)                       |   |                                      |

| Pos. | Bib | Esquiadora               | Nacionalidade | Notas |
| ---- | --- | ------------------------ | ------------- | ----- |
| 5    | 3   | Marielle Thompson        | Canadá        |       |
| 6    | 4   | Marielle Berger Sabbatel | França        |       |
| 7    | 8   | Georgia Simmerling       | Canadá        |       |
| 8    | 15  | Reina Umehara            | Japão         |       |

| Grande final \| Pos. \| Bib \| Esquiadora \| Nacionalidade \| Notas \| \| ----------------- \| --- \| -------------- \| ------------- \| ----- \| \| Medalha de ouro \| 2 \| Sandra Näslund \| Suécia \| \| \| Medalha de prata \| 5 \| Fanny Smith \| Suíça \| \| \| Medalha de bronze \| 9 \| Ophélie David \| França \| \| \| 4 \| 6 \| Heidi Zacher \| Alemanha \| \| |     |                |               |       |
| Pos. | Bib | Esquiadora     | Nacionalidade | Notas |
| Medalha de ouro | 2   | Sandra Näslund | Suécia        |       |
| Medalha de prata | 5   | Fanny Smith    | Suíça         |       |
| Medalha de bronze | 9   | Ophélie David  | França        |       |
| 4 | 6   | Heidi Zacher   | Alemanha      |       |

| Pos.              | Bib | Esquiadora     | Nacionalidade | Notas |
| ----------------- | --- | -------------- | ------------- | ----- |
| Medalha de ouro   | 2   | Sandra Näslund | Suécia        |       |
| Medalha de prata  | 5   | Fanny Smith    | Suíça         |       |
| Medalha de bronze | 9   | Ophélie David  | França        |       |
| 4                 | 6   | Heidi Zacher   | Alemanha      |       |

| Recorde mundial       | Recorde mundial (World record)               |                       | Recorde africano                      | Recorde africano (African) |                                           | Q | Classificado por posição (Qualified) |
| Recorde do campeonato | Recorde do campeonato (Championship record)  | Recorde da América    | Recorde da América (Americas)         | q                          | Classificado por melhor tempo (Qualified) |   |                                      |
| Melhor marca do ano   | Melhor marca do ano (World leading)          | Recorde asiático      | Recorde asiático (Asian)              | DNS                        | Não largou (Did not start)                |   |                                      |
| Recorde nacional      | Recorde nacional (National record)           | Recorde europeu       | Recorde europeu (European)            | DNF                        | Não terminou (Did not finish)             |   |                                      |
| Recorde pessoal       | Recorde pessoal do atleta (Personal best)    | Recorde da Oceania    | Recorde da Oceania (Oceania)          | DSQ / DQ                   | Desclassificado (Disqualified)            |   |                                      |
| Recorde da temporada  | Recorde da temporada do atleta (Season best) | Recorde sul-americano | Recorde sul-americano (South America) | NM                         | Sem marca (No mark)                       |   |                                      |